# 敏感度 (控制系統)
敏感度（sensitivity）也稱為敏感度函數或靈敏度，是控制系統的特性，是指控制系統容易受外部干擾或是參數變異而影響的程度。敏感度越大，表示控制系統容易被干擾或變異所影響。控制器的參數一般會配合製程特性，因為製程可能會變化，因此控制器的參數需經過考量，減少因製程動態特性變化而影響閉迴路控制系統的特性。更進一步來說，敏感度函數對分析干擾如何影響系統上很重要。

## 敏感度函數
令{\displaystyle G(s)}和{\displaystyle C(s)}是受控體和補償器傳遞函數的拉氏轉換，回授為增益為1的負回授。

### 量測對參數變化強健性的敏感度函數
閉迴路傳遞函數是
{\displaystyle T(s)={\frac {G(s)C(s)}{1+G(s)C(s)}}.}
將{\displaystyle T}對{\displaystyle G}微分，可以得到
{\displaystyle {\frac {dT}{dG}}={\frac {d}{dG}}\left[{\frac {GC}{1+GC}}\right]={\frac {C}{(1+CG)^{2}}}=S{\frac {T}{G}},}
其中{\displaystyle S}定義為以下的函數
{\displaystyle S(s)={\frac {1}{1+G(s)C(s)}}}
稱為敏感度函數（sensitivity function）。{\displaystyle |S|}的值較小表示受控體參數的相對變化對閉迴路傳遞函數相對誤差的影響較小。

### 量測對外擾抑制能力的敏感度函數

有外擾的控制系統方塊圖

敏感度函數也可以說明外部干擾對輸出的傳遞函數。事實上，假設在系統輸出後，有一個增加的擾動量n，系統的閉迴路傳遞函數是
{\displaystyle Y(s)={\frac {C(s)G(s)}{1+C(s)G(s)}}R(s)+{\frac {1}{1+C(s)G(s)}}N(s).}
輸出Y(s)對外部干擾N(s)的傳遞函數就是出現在上式的敏感度函數{\displaystyle S}。因此，{\displaystyle |S|}較低表示對外擾的抑制能力越強。敏感度函數可以看出回授受到外擾影響的程度。若干擾訊號頻率是使得{\displaystyle |S(j\omega )|}小於1的頻率，該干擾會被減小。若干擾訊號頻率是使得{\displaystyle |S(j\omega )|}大於1的頻率，會因為回授而將干擾放大。

## 敏感度峰值和敏感度圓

### 敏感度峰值
控制系統中，敏感度函數的最大值需要受到限制。正規敏感度峰值（nominal sensitivity peak）{\displaystyle M_{s}}定義如下
{\displaystyle M_{s}=\max _{0\leq \omega <\infty }\left|S(j\omega )\right|=\max _{0\leq \omega <\infty }\left|{\frac {1}{1+G(j\omega )C(j\omega )}}\right|}
常見的要求是要{\displaystyle M_{s}}介於在1.3至2之間。

### 敏感度圓
敏感度{\displaystyle M_{s}}的大小是傳遞函數的奈奎斯特图距臨界點{\displaystyle -1}最短距離的倒數。若敏感度{\displaystyle M_{s}}，表示奈奎斯特图距臨界點的距離大於等於{\displaystyle {\frac {1}{M_{s}}}}，奈奎斯特图在以臨界點{\displaystyle -1}為圓心， {\displaystyle {\frac {1}{M_{s}}}}為半徑的圓外，這個圓稱為敏感度圓（sensitivity circle）。